# Paris-Roubaix 1960
Paris-Roubaix 1960 a fost a 58-a ediție a Paris-Roubaix, o cursă clasică de ciclism de o zi din Franța. Evenimentul a avut loc pe 10 aprilie 1960  și s-a desfășurat pe o distanță de 262,5 de kilometri de la Compiègne până la velodromul din Roubaix. Câștigătorul a fost Pino Cerami din Belgia de la echipa Peugeot.

## Rezultate
| Loc | Concurent              | Echipă                           | Timp       |
| --- | ---------------------- | -------------------------------- | ---------- |
| 1   | Pino Cerami (BEL)      | Peugeot–BP–Dunlop                | 6h 01' 45" |
| 2   | Tino Sabbadini (FRA)   | Mercier–BP–Hutchinson            | + 14"      |
| 3   | Miguel Poblet (ESP)    | Ignis                            | + 55"      |
| 4   | Jean Forestier (FRA)   | Helyett–Leroux–Fynsec–Hutchinson | + 55"      |
| 5   | Henri De Wolf (BEL)    | Helyett–Leroux–Fynsec–Hutchinson | + 55"      |
| 6   | Frans Aerenhouts (BEL) | Mercier–BP–Hutchinson            | + 55"      |
| 7   | Gilbert Desmet (BEL)   | Carpano                          | + 55"      |
| 8   | Jacques Anquetil (FRA) | Helyett–Leroux–Fynsec–Hutchinson | + 55"      |
| 9   | Tom Simpson (GBR)      | Rapha–Gitane–Dunlop              | + 1' 03"   |
| 10  | Raymond Impanis (BEL)  | Faema                            | + 1' 11"   |